# Thelodesmus armatus
Thelodesmus armatus är en mångfotingart som beskrevs av Miyosi 1951. Thelodesmus armatus ingår i släktet Thelodesmus och familjen fingerdubbelfotingar. Inga underarter finns listade i Catalogue of Life.